# John Barth
John Simmons Barth (Cambridge, Maryland, 27 de maig de 1930, Bonita Springs, Florida, 2 d'abril de 2024) fou un novel·lista i contista estatunidenc conegut per la seva obra d'estil postmodern i metaficcional. Quant a l'estil, hom acostuma de posar-lo a la mateixa categoria que escriptors com Donald Barthelme, Thomas Pynchon, Italo Calvino, Umberto Eco, Vladimir Nabokov o Robert Coover.

## Dades biogràfiques
John Barth va néixer a Cambridge, Maryland i estudià a l'East Cambridge Elementary i al Cambridge High. També estudià, per poc temps, però, «Teoria elemental i avançada d'orquestració» a Juilliard, en un intent infructuós de ser bateria i orquestrista de jazz, abans d'entrar a la universitat Johns Hopkins, on obtingué els títols de Bachelor of Arts i Master of Arts, el 1951, 1952, respectivament. Impartí classes a la universitat de Penn State, a la de Buffalo, i fins al 1995, a la Johns Hopkins, any en què es retirà.

## Obra destacada

### Ficció
- The floating opera, 1956.
- The End of the Road, 1958.
- The Sot-Weed Factor, 1960.
- Lost in the Funhouse, 1968.
- Chimera, 1972.
- Letters, 1979.
- Sabbatical, 1982.
- Once upon a time, 1994.[2]

### Assaig
- La literatura de l'exhauriment, 1967, publicat a la revista Els Marges, traducció de Quim Monzó. És un assaig, considerat un manifest de la postmodernitat, que va tenir un gran influx, en el qual Barth exposa que la literatura convencional és filla dels avanços tècnics del s.XIX i, per tant, a hores d'ara, està exhaurida.[3]
- La literatura del reompliment, a Els Marges, traducció de Quim Monzó.